# Campionati italiani maschili assoluti di atletica leggera 1937
I XXVIII campionati italiani assoluti di atletica leggera si svolsero presso lo stadio Giovanni Berta di Firenze il 24 e 25 luglio 1937. Le gare di decathlon, 3000 metri siepi e salto triplo si tennero sempre a Firenze, ma il 7 e 8 agosto dello stesso anno.
Al termine delle gare del 24 e 25 luglio fu stilata una classifica per società, che vide in testa l'ASSI Giglio Rosso di Firenze con 64 punti, seguito da Virtus Bologna Sportiva e Gruppo Sportivo Baracca Milano, rispettivamente con 49 e 48 punti. La classifica per zone fu invece dominata dalla Lombardia, con 146, mentre Emilia e Toscana totalizzarono 68 e 64 punti.
Il campionato italiano di maratona si tenne a Ferrara il 1º agosto, mentre quello di mezza maratona si corse a Firenze il 27 giugno. Il campionato italiano di marcia 50 km si tenne a Como l'8 agosto.

## Risultati

### Le gare del 24-25 luglio a Firenze
| Specialità             | Oro                                                                                         | Prestazione | Argento                                             | Prestazione | Bronzo                                               | Prestazione |
| Corse                  |                                                                                             |             |                                                     |             |                                                      |             |
| 100 m                  | Orazio Mariani Sport Club Italia                                                            | 10"7        | Mario Radaelli Pro Patria Oberdan Milano            | 10"9        | Licinio Bugna Pro Patria Oberdan Milano              | 11"0        |
| 200 m                  | Angelo Ferrario Pro Patria Oberdan Milano                                                   | 22"4        | Ottavio Missoni GUF Dalmata                         | 22"6        | Ezio Bertoletti Sport Club Italia                    | 22"7        |
| 400 m                  | Mario Lanzi Gruppo Sportivo Baracca Milano                                                  | 48"4        | Celestino Sarti Virtus Bologna Sportiva             | 49"8        | Aldo Longhi Gruppo Sportivo Baracca Milano           | 50"8        |
| 800 m                  | Carlo Guasconi Gruppo Sportivo Baracca Milano                                               | 1'55"1      | Egisto Pederzoli Pro Patria Oberdan Milano          | 1'55"5      | Gioacchino Dorascenzi Gruppo Sportivo Baracca Milano | 1'56"0      |
| 1500 m                 | Mario Martini Polisportiva Giordana Genova                                                  | 4'03"8      | Renzo Zipoli ASSI Giglio Rosso                      | 4'04"4      | Alfredo Lazzerini Polisportiva Giordana Genova       | 4'04"6      |
| 5000 m                 | Luigi Pellin Polisportiva Pietro Micca                                                      | 15'21"6     | Ilario Ugolini Società Ginnastica Costantino Reyer  | 15'25"0     | Ferdinando Migliaccio Polisportiva Virtus Partenopea | 15'44"0     |
| 10 000 m               | Giuseppe Beviacqua Polisportiva Giordana Genova                                             | 32'05"8     | Giuseppe Lippi ASSI Giglio Rosso                    | 32'23"8     | Ettore Padovani Fondazione Bentegodi Verona          | 33'08"8     |
| 110 m hs               | Gianni Caldana Pro Patria Oberdan Milano                                                    | 15"1        | Giacomo Carlini GRF Tellini                         | 16"0        | Ippolito Niccolini ASSI Giglio Rosso                 | 16"0        |
| 400 m hs               | Emilio Mori Società Sportiva Parioli                                                        | 55"0        | Emilio Biancheri Polisportiva Giordana Genova       | 56"3        | Giuseppe Russo GUF Roma                              | 56"6        |
| Marcia 10 000 m        | Giovanni Andreini ASSI Giglio Rosso                                                         | 48'52"8     | Giuseppe Malaspina Dopolavoro ferroviario Milano    | 49'24"2     | Luigi Bosatra Gruppo Sportivo Baracca Milano         | 49'49"0     |
| Staffetta 4×100 m      | Sport Club Italia Elio Ragni Leonida Bertoletti Ezio Bertoletti Orazio Mariani              | 42"2        | Pro Patria Oberdan Milano                           | 42"3        | Società Sportiva Parioli                             | 43"4        |
| Staffetta 4×400 m      | Gruppo Sportivo Baracca Milano Aldo Longhi Gioacchino Dorascenzi Carlo Guasconi Mario Lanzi | 3'22"4      | Virtus Bologna Sportiva                             | 3'30"4      | ASSI Giglio Rosso                                    | 3'30"8      |
| Salti                  |                                                                                             |             |                                                     |             |                                                      |             |
| Salto in alto          | Eugenio Gasti Pro Patria Oberdan Milano                                                     | 1,85 m      | Gino Pederzani Virtus Bologna Sportiva              | 1,80 m      | Ferdinando Natale Gruppi Sportivi Fiamme Gialle      | 1,80 m      |
| Salto con l'asta       | Danilo Innocenti ASSI Giglio Rosso                                                          | 3,90 m      | Marino Ratta Virtus Bologna Sportiva                | 3,80 m      | Antonio Sarovich Società Sportiva Giovinezza Trieste | 3,70 m      |
| Salto in lungo         | Arturo Maffei ASSI Giglio Rosso                                                             | 7,28 m      | Giuseppe Cuccotti GUF Roma                          | 7,14 m      | Francesco Tabai Unione Ginnastica Goriziana          | 6,99 m      |
| Lanci                  |                                                                                             |             |                                                     |             |                                                      |             |
| Getto del peso         | Ruggero Biancani Virtus Bologna Sportiva                                                    | 13,62 m     | Lauro Bononcini Società Sportiva Giovinezza Trieste | 13,51 m     | Carlo Bertocchi                                      | 13,39 m     |
| Lancio del disco       | Giorgio Oberweger Società Sportiva Giovinezza Trieste                                       | 47,81 m     | Aroldo Spaggiari La Fratellanza 1874                | 42,90 m     | Ruggero Biancani Virtus Bologna Sportiva             | 42,67 m     |
| Lancio del martello    | Giovanni Cantagalli ASSI Giglio Rosso                                                       | 47,15 m     | Fernando Vandelli La Fratellanza 1874               | 44,51 m     | Giovanni Oretti Società Ginnastica Triestina         | 43,88 m     |
| Lancio del giavellotto | Bruno Testa GUF Dalmata                                                                     | 63,12 m     | Mario Agosti Treviso Sportiva                       | 56,99 m     | Antonio Vukassina GUF Dalmata                        | 55,20 m     |

### Le gare del 7-8 agosto a Firenze
| Specialità     | Oro                                                | Prestazione | Argento                                            | Prestazione | Bronzo                                       | Prestazione |
| Corse          |                                                    |             |                                                    |             |                                              |             |
| 3000 m siepi   | Ilario Ugolini Società Ginnastica Costantino Reyer | 9'35"4      | Umberto De Florentiis Polisportiva Giordana Genova | 10'02"6     | Antonio Pivato Pro Patria Oberdan Milano     | 10'03"0     |
| Salti          |                                                    |             |                                                    |             |                                              |             |
| Salto triplo   | Francesco Tabai Unione Ginnastica Goriziana        | 14,81 m     | Antonio Milanese DAS Torino                        | 14,54 m     | Giovanni Oddo Fascio Giovanile Trapani       | 14,38 m     |
| Prove multiple |                                                    |             |                                                    |             |                                              |             |
| Decathlon      | Eugenio Gasti Pro Patria Oberdan Milano            | 6212 p.     | Giacomo Carlini GRF Tellini                        | 5933 p.     | Eletto Contieri Società Ginnastica Triestina | 5783 p.     |

### Mezza maratona il 27 giugno a Firenze
| Specialità                      | Oro                                              | Prestazione | Argento                               | Prestazione | Bronzo                            | Prestazione |
| Mezza maratona (25 km su pista) | Giovanni Balbusso Gruppo Sportivo Baracca Milano | 1h30'01"8   | Aurelio Genghini Dopolavoro ATAG Roma | 1h30'08"4   | Savino Resta Dopolavoro ATAG Roma | 1h31'30"4   |

### Maratona il 1º agosto a Ferrara
| Specialità | Oro                                   | Prestazione | Argento                           | Prestazione | Bronzo                             | Prestazione |
| Maratona   | Aurelio Genghini Dopolavoro ATAG Roma | 2h40'13"4   | Savino Resta Dopolavoro ATAG Roma | 2h43'55"4   | Gino Saccani Polisportiva Ferrante | 2h44'47"0   |

### Marcia 50 km l'8 agosto a Como
| Specialità   | Oro                                             | Prestazione | Argento        | Prestazione | Bronzo                                         | Prestazione |
| Marcia 50 km | Giuseppe Gobbato Gruppo Sportivo Baracca Milano | 4h46'14"    | Ettore Rivolta | 4h51'03"    | Alighiero Guglielmi Milizia ferroviaria Verona | 5h00'51"    |